# 登別 石水亭
登別 石水亭（のぼりべつ せきすいてい、英: Noboribetsu Sekisuitei）は、北海道登別市の登別温泉にある旅館。野口観光の本社所在地。

## 沿革
- 1964年（昭和39年）：「登別プリンスホテル」として営業開始[1]。
- 1966年（昭和41年）：東新館完成[1]。
- 1972年（昭和47年）：増築[1]。
- 1973年（昭和48年）：西新館完成[1]。
- 1976年（昭和51年）：紅葉館完成（2006年にリブランドし、「望楼NOGUCHI登別」としてオープン）[1]。
- 1992年（平成04年）：「登別プリンスホテル石水亭」と改称[1]。西館・東館増改築[1]。
- 1997年（平成09年）：春の館リニューアルし、桜館と改称[1]。
- 2002年（平成14年）：銀杏館リニューアル[1]。
- 2005年（平成17年）：銀杏館大浴場リニューアル[1]。
- 2007年（平成19年）：本館大浴場リニューアル[1]。
- 2012年（平成24年）：「登別 石水亭」と改称[1]。

## 施設
客室
- 辛夷館
  - 和洋室
  - 和室
- 銀杏館
  - 和室
  - 洋室
  - リラクゼーションルーム
- 桜館
  - 和室
  - 洋室

温泉
- 空中大浴場
- 空中露天風呂
- 貸切風呂・貸切岩盤浴

食事処
- レストラン「銀杏」
- ダイニング処「桜房」
- お食事処「蔵」

宴会場
- 石水の間（280帖、分割可）
- 千草の間（144帖、分割可）
- 若菜、山吹、紅葉、花橘（各20帖）
- 雪月花（160帖、分割可）

その他
- 茶処「紫苑（しおん）」
- おみやげ処「鬼灯（ほおずき）」
- 癒し処「なごみ」
- 酒房茶屋「蛍草」
- カラオケバー「花水木」
- カラオケBOX「草笛」

## アクセス
札幌駅からは無料、新千歳空港からは片道500円で送迎バスを運行している。
- 道南バス「足湯入口」バス停から徒歩約1分
- 道南バス登別温泉ターミナルから徒歩約15分
- 道央自動車道登別東ICから約7 km
- 北海道旅客鉄道（JR北海道）登別駅から約9 km